# Eugenia farameoides
Eugenia farameoides är en myrtenväxtart som beskrevs av Achille Richard. Eugenia farameoides ingår i släktet Eugenia och familjen myrtenväxter. Inga underarter finns listade i Catalogue of Life.